# Andrew Everett
Andrew Everett (Burlington, 9 luglio 1992) è un wrestler statunitense.
Andrew è figlio di uno dei co-fondatori della OMEGA Championship Wrestling di Jeff Hardy e Matt Hardy che sono stati anche i suoi allenatori.

## Carriera

### Circuito indipendente e primi titoli (2007 - 2015)
Ha combattuto nelle federazioni americane indipendenti come OMEGA, Pro Wrestling Guerrilla (PWG), Combat Zone Wrestling (CZW), Global Force Wrestling (GFW) di Jeff Jarrett, Alternative Wrestling World (AWW) e l'inglese Revolution Pro Wrestling (RPW).

### Total Nonstop Action Wrestling / Impact Wrestling (2015 ad oggi)
Combatte per la prima volta in TNA nel 'TNA Live Event' del 2 ottobre 2015 combattendo a fianco di Trevor Lee e contro i difensori del titolo di campioni del mondo in tag team i Wolves (Eddie Edwards e Davey Richards) che mantennero il titolo e il giorno seguente viene di nuovo sconfitto dai Wolves, ma questa volta facendo coppia con Jessie Godderz.

## Nel wrestling
- Finishing moves
  - 630º senton, alcune volte come springboarding
  - Double rotation moonsault
  - Shooting star press
- Signature moves
  - Frankendriver (Spike frankensteiner, a volte capovolte)
  - Multiple kick variations
    - Kylo Kick (Backflip)
    - Drop, sometimes from the top rope or while springboarding
    - Enzuigiri

  - Multiple moonsault variations
    - Corkscrew
    - Standing
    - Springboard

  - Multiple shooting star variations
    - Slingshot into springboard from second rope
    - Standing
- Soprannomi
  - "The Apex of Agility"[4]
  - "The Big Dog"[4]
  - "The Epitome of Aerial Perfection"[4]
  - "The High Flyer of Your Desire"[4]
  - "The Sky-Walker"[4]
- Manager
  - Gregory Helms
- Musiche d'ingresso
  - "Super Chivas" by Mariachi Vargas de Tecalitlan (Independent circuit; September 22, 2007 – May 3, 2013; as Chiva Kid)
  - "Sorry You're Not a Winner" by Enter Shikari (Independent circuit; April 26, 2013 – March 29, 2014)
  - "No Alternative" by Stephan Sechi (ROH; January 18, 2014 – March 27, 2015)
  - "Sure Shot" by Beastie Boys (Independent circuit; March 21, 2015 – present)

## Titoli e riconoscimenti
- All American Wrestling
  - AAW Tag Team Championship (1 time) – with Trevor Lee
- CWF Mid-Atlantic
  - CWF Mid-Atlantic Tag Team Championship (1 time) – with Arik Royal
  - CWF Mid-Atlantic Rising Generation League Championship (1 time)
  - 16th Annual Rumble (2016)[5]
- Premier Wrestling Federation
  - PWF Unified Tag Team Championship (1 time) – with Colby Corino[6]
- Pro Wrestling Guerrilla
  - PWG World Tag Team Championship (1 time) – with Trevor Lee
  - DDT4 (2015) – with Trevor Lee
- Pro Wrestling Illustrated
  - PWI ranked him #156 of the top 500 singles wrestlers in the PWI 500 in 2016[7]
- Revolution Pro Wrestling
  - RPW British Cruiserweight Championship (1 time)[8]
- Pro Wrestling International
  - PWI Ultra J Championship (2 times)
- Southside Wrestling Entertainment
  - SWE Speedking Championship (1 time)[9]